# کارناس
کارناس (به اسپانیایی: Carenas) یک دهستان در اسپانیا است که در استان ساراگوسا واقع شده‌است. کارناس ۳۱ کیلومتر مربع مساحت و ۲۳۸ نفر جمعیت دارد.